# ليونيل بيلينجي
ليونيل بيلينجي (بالإنجليزية: Lionel Billingy)‏ مواليد 31 أغسطس 1952، هو مدرب كرة سلة أمريكي ولاعب سابق. بدأ مسيرته الاحترافية في سنة 1974. تم اختياره من قبل فريق ميلووكي باكز خلال الدرافت. حمل الرقم 52. يبلغ طوله 6 قدم 9 بوصة (2.1 م). اعتزل اللعب في 1982.

## روابط خارجية
- ليونيل بيلينجي على موقع سبورتس رفرنس (الإنجليزية)
- ليونيل بيلينجي على موقع كلية كرة السلة في سبورتس رفرنس.كوم (الإنجليزية)
- ليونيل بيلينجي على موقع ريلجم (الإنجليزية)
- ليونيل بيلينجي على موقع بروبوليرز (الإنجليزية)